# Femke Pluim
Femke Pluim (ur. 10 maja 1994 w Goudzie) – holenderska lekkoatletka specjalizująca się w skoku o tyczce.
W 2013 sięgnęła po srebrny medal mistrzostw Europy juniorów w Rieti. Szósta tyczkarka mistrzostw Europy w Amsterdamie (2016).
Złota medalistka mistrzostw Holandii.
Rekordy życiowe: stadion – 4,55 (1 sierpnia 2015, Amsterdam); hala – 4,52 (31 stycznia 2021, Tourcoing). Rezultaty te są aktualnymi rekordami Holandii.

## Osiągnięcia
| Rok  | Impreza                                 | Miejsce        | Lokata            | Wynik |
| ---- | --------------------------------------- | -------------- | ----------------- | ----- |
| 2013 | Mistrzostwa Europy juniorów             | Rieti          | 2. miejsce        | 4,25  |
| 2015 | Halowe mistrzostwa Europy               | Praga          | el. – 16. miejsce | 4,30  |
| 2015 | I liga drużynowych mistrzostw Europy    | Heraklion      | 2. miejsce        | 4,45  |
| 2015 | Młodzieżowe mistrzostwa Europy          | Tallinn        | 4. miejsce        | 4,25  |
| 2015 | Mistrzostwa świata                      | Pekin          | el. – 21. miejsce | 4,30  |
| 2016 | Mistrzostwa Europy                      | Amsterdam      | 6. miejsce        | 4,45  |
| 2016 | Igrzyska olimpijskie                    | Rio de Janeiro | el. – 29. miejsce | 4,15  |
| 2017 | Superliga drużynowych mistrzostw Europy | Lille          | 5. miejsce        | 4,35  |